# Remis (film)
|  | Denne artikel er oprettet af botten Steenthbot ud fra en ekstern database. Den kan derfor have sproglige fejl eller mangler. Denne skabelon kan fjernes efter kontrol af indholdet. |

Remis er en dansk kortfilm fra 2009 instrueret af Lin Alluna.

## Medvirkende
- Lucas Munk Billing, William som barn
- Joy-Maria Frederiksen, Cecilia
- Philip Gjedde, Emil Marius som barn
- Jakob Hannibal, Emil Marius
- Anders Ferdinand Henningsen, Sniper
- Rudi Køhnke, William
- Rikke Lylloff, Alex
- Niels Anders Thorn, Henry